# ادامو، بخش کوزینسی
ادامو، بخش کوزینسی (به لاتین: Adamów, Kozienice County) در لهستان است که در Gmina Głowaczów واقع شده‌است.